# Mika Lintilä
Mika Lintilä (né le 15 avril 1966 à Toholampi), est un homme politique finlandais, membre du Parti du centre. 

## Biographie
Il est ministre de l'Économie entre décembre 2019 et juin 2023, après avoir été ministre des Affaires économiques de 2016 à 2019. Entre-temps, il est ministre des Finances de juin 2019 à décembre 2019.